# 墨西哥湾

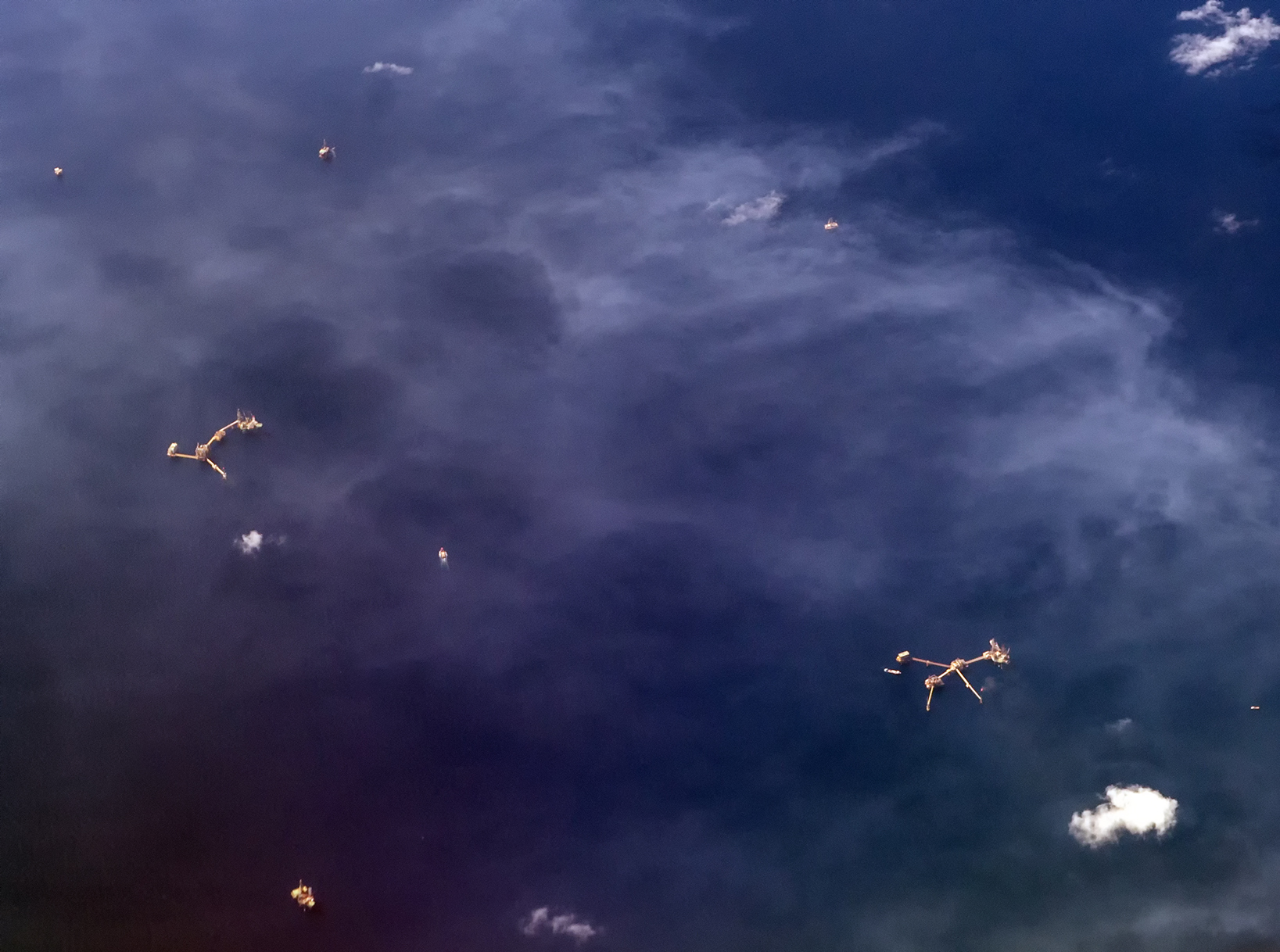
墨西哥湾坎塔雷尔油田

墨西哥湾（英語：Gulf of Mexico），是一个大西洋的海盆和边缘海，大部分被北美大陆所环绕。它的东北部、北部和西北部与美國墨西哥灣沿岸地區接壤；西南部和南部与墨西哥的塔毛利帕斯州、韦拉克鲁斯州、塔巴斯科州、坎佩切州、尤卡坦州和金塔纳罗奥州接壤；东南部与古巴接壤。美国南部地区的德克萨斯州、路易斯安那州、密西西比州、阿拉巴马州和佛罗里达州的沿海地区位于墨西哥湾的北部，偶尔被称为美国「第三海岸」（於大西洋和太平洋沿岸外），但更常被称为「墨西哥湾沿岸」。
墨西哥湾形成于约3亿年前，由板块漂移而成。墨西哥湾盆地大致呈椭圆形，宽约810海里（1,500；930英里）。其海底由沉积岩和现代沉积物组成。通过美国与古巴之间的佛罗里达海峡与大西洋部分相连，并通过墨西哥与古巴之间的尤卡坦海峡与加勒比海相连。由于墨西哥湾与大西洋的连接较为狭窄，其潮汐变化幅度非常小。该海湾盆地的面积约为1.6 × 106平方（620,000平方英里）。盆地近半区域由浅水大陆架构成。盆地水量约为2.4 × 106立方（580 × 103立方英里）。该海湾是全球最重要的近海石油生产区之一，占美国石油总产量的14%。

## 名称
该海湾的名称最初源自“墨西加”（Mexica），即纳瓦特尔语中对阿兹特克人的称谓。尽管国际上对公海的通用命名没有正式协议，但墨西哥湾已获得国际海道测量组织的官方承认，该组织旨在通过特定目的来标准化国际海域特征的命名，并将与该海湾接壤的三个国家均列为成员国。
胡安·德拉科萨和马丁·瓦尔德泽米勒绘制的16世纪早期地图已描绘该海湾，但未作标注。1584年，亚伯拉罕·奥特柳斯的地图将其标注为“北海”。埃尔南·科尔特斯在信件中也使用此名称（西班牙語：mar del Norte），而其他西班牙探险家则称其为“佛罗里达湾”（golfo de Florida）或“科尔特斯湾”。其他早期欧洲地图称其为“圣米迦勒湾”、“尤卡坦湾”、“尤卡坦海”、“大安的列斯湾”、“中国海”（发现于16世纪中期的插图中）或“新西班牙湾”（golfo de Nueva España）。新西班牙曾一度环绕该海湾，其“西班牙主领地”延伸至现今美国东南部地区。
“墨西哥湾”名称（西班牙語：golfo de México，后拼作）首次出现于1550年的世界地图和1552年的历史记载。自17世纪中叶起成为最常用名称，当时该海域仍被视为西班牙领海。法国耶稣会士早在1672年便使用此名称。18世纪时，西班牙海军海图同样将该海湾标注为“墨西哥湾口”或“墨西哥湾”。直到1836年得克萨斯共和国脱离墨西哥独立前，墨西哥的沿海边界曾沿该海湾向东延伸至现今路易斯安那州区域。

#### 改名争议
2025年1月7日，美國總統當選人唐納·川普在讲话中主張將“墨西哥灣”（英語：Gulf of Mexico）更名“美国湾”（又譯「美洲灣」、“美利堅灣”）。曾任美國地名委員會主席的約翰·R·赫伯特曾表示該委員會長期收到一名投訴人要求將墨西哥灣更名為「美國灣」（Gulf of America）；但除此以外，此名稱僅有於諸如科拜爾報告等搞笑節目中作謔稱之用，全無見於其他場合之中。
1月20日，川普在就任總統的首日便簽署第14172号行政命令《恢复纪念美国伟大的命名》，內容指示：內政部長應在30天內變更美國地名資訊系統，將墨西哥灣改稱“美國灣”；美國地名委員會應指導聯邦機構在公文書中使用新名稱。1月24日，美国内政部表示已完成更名作業。2月10日，Google Maps和Google Earth将海湾名称改为依用户设置显示，对美國用戶顯示為「美洲湾」，对墨西哥用戶仍然顯示為「墨西哥灣」，其他地區用戶的地圖則同時顯示兩個名稱。谷歌地图对的中文译名爲「美洲灣」。
对于美国的更名行为，墨西哥總統克劳迪娅·辛鲍姆在1月21日表示，特朗普可以隨意稱呼美國領有的水域，但也僅限於美國部分，「對我們以及全世界來說，它仍然是墨西哥灣。」
2月12日，据媒体报道，因美联社的内部指引拒绝使用“美国湾”这一名称，其記者被禁止进入白宫参加椭圆形办公室现场活动。美联社隨即以侵犯言论自由为由起诉特朗普政府3名官员。